# 藤田重次
藤田 重次（ふじた しげじ、1929年 - ）は日本、米国の物理学者。ニューヨーク州立大学バッファロー校名誉教授。専攻は非平衡統計物理学。

## 経歴
大分県に生まれる。1947年福岡県中学修猷館を経て、1953年九州大学理学部を卒業。1960年メリーランド大学大学院物理学専攻修了（Ph.D.）。
ノースウェスタン大学、ブリュッセル自由大学、ペンシルベニア州立大学、オレゴン大学等で研究に従事し、ニューヨーク州立大学バッファロー校物理学科教授に就任。

## 著書
- 『統計熱物理学』（裳華房、1989年）
- 『量子統計物理学』（裳華房、1990年）
- 『超伝導の量子統計理論：初歩から学ぶ超伝導』（シュプリンガー・フェアラーク東京、2001年）
- 『統計熱力学の基礎』（共立出版、2008年）